# Calle Brickman
Calle Brickman, född 31 januari 1991, är en svensk pianist inom jazz- och bluesgenren.
Han växte upp i Gävle där han gick på jazzgymnasiet. Han blev i 16 års ålder medlem i Sven Zetterbergs band. Under skoltiden hann han turnera med Sven Zetterberg, Mungo Jerry och Dave Edmunds band. Två av hans lärare på gymnasiet var Torsten Eckerman och Gösta Rundqvist. Brickman har många gånger blivit prisbelönad för hans spel, t.ex. 2008 fick han tillsammans med Kalle Moraeus, Charlie Normans pris.
Brickman bor nu i Köpenhamn där han bland annat har varit huspianist på Montmartre jazz.